# Ecnomus aequatorialis
Ecnomus aequatorialis is een schietmot uit de familie Ecnomidae. De soort komt voor in het Afrotropisch gebied.